# پیشلسدورف ام کولم
پیشلسدورف ام کولم (به آلمانی: Pischelsdorf am Kulm) یک شهرستان در اتریش است که در وایتس واقع شده‌است. پیشلسدورف ام کولم ۳۷۸ متر بالاتر از سطح دریا واقع شده‌است.